# Enrique Lofolomo
Enrique Lofolomo (Heinsberg, 14 april 2000) is een Duits - Congolese voetballer die bij voorkeur als middenvelder speelt. Vanaf 1 juli 2025 heeft hij een tweejarig contract getekend bij SV Zulte Waregem.

## Carrière
Na gespeeld te hebben in het jeugdelftal van Alemannia Aachen stapte hij in de zomer van 2018 over naar de jeugdafdeling van Fortuna Düsseldorf. Na 22 wedstrijden in de A-Junioren-Bundesliga, waarin hij één doelpunt maakte, werd hij in de zomer van 2019 opgenomen in de selectie van het tweede elftal in de Regionalliga West. In de zomer van 2021 maakte hij de overstap naar het tweede elftal van Borussia Mönchengladbach.
Na twee seizoenen en 50 competitiewedstrijden voor Borussia Mönchengladbach II vertrok hij in de zomer van 2023 naar de Hallescher FC die uitkwam in de 3. Liga, waar hij op 4 augustus 2023 op speeldag 1 zijn eerste professionele optreden maakte, thuisoverwinning met 2-1 tegen Rot-Weiss Essen.
Voor het seizoen 2024/25 verhuisde Lofolomo naar Viktoria Köln . Een jaar later verliet hij de club en sloot hij zich aan bij SV Zulte Waregem, die in het seizoen 2025/26 zal uitkomen in Eerste klasse A.

## Clubstatistieken
| Seizoen         | Club                   | Land               | Competitie        | Competitie | Competitie | Beker | Beker | Totaal | Totaal |
| Seizoen         | Club                   | Land               | Competitie        | Wed.       | Dlp.       | Wed.  | Dlp.  | Wed.   | Dlp.   |
| --------------- | ---------------------- | ------------------ | ----------------- | ---------- | ---------- | ----- | ----- | ------ | ------ |
| 2018/19         | Fortuna Düsseldorf II  | Vlag van Duitsland | Regionalliga West | 1          | 0          | —     | —     | 1      | 0      |
| 2019/20         | Fortuna Düsseldorf II  | Vlag van Duitsland | Regionalliga West | 21         | 0          | —     | —     | 21     | 0      |
| 2020/21         | Fortuna Düsseldorf II  | Vlag van Duitsland | Regionalliga West | 26         | 0          | —     | —     | 26     | 0      |
| 2021/22         | Borussia M'gladbach II | Vlag van Duitsland | Regionalliga West | 30         | 0          | —     | —     | 30     | 0      |
| 2022/23         | Borussia M'gladbach II | Vlag van Duitsland | Regionalliga West | 20         | 1          | —     | —     | 20     | 1      |
| 2023/24         | Hallescher FC          | Vlag van Duitsland | 3. Liga           | 25         | 3          | 6     | 1     | 31     | 4      |
| 2024/25         | FC Viktoria Köln 1904  | Vlag van Duitsland | 3. Liga           | 32         | 2          | 4     | 0     | 36     | 2      |
| 2025/26         | SV Zulte Waregem       | Vlag van België    | Eerste Klasse A   | 0          | 0          | 0     | 0     | 0      | 0      |
| Carrière totaal | Carrière totaal        | Carrière totaal    | Carrière totaal   | 155        | 6          | 10    | 1     | 165    | 7      |

Bijgewerkt op 7 juni 2025.